# Cut (film, 2000)
Pour les articles homonymes, voir Cut.
Pour plus de détails, voir Fiche technique et Distribution.
Cut est un film d'horreur australien réalisé par Kimble Rendall, sorti en 2000.

## Synopsis
Raffy Carruthers, une jeune réalisatrice, décide de terminer un film d'horreur laissé à l'abandon des années auparavant après plusieurs meurtres commis sur le tournage. Mais le film est réputé pour être maudit et un tueur masqué fait son apparition sur le nouveau tournage...

## Fiche technique
- Titre : Cut
- Réalisateur : Kimble Rendall
- Scénario : Dave Warner
- Montage : Henry Dangar
- Musique : Guy Gross
- Directeur de la photographie : David Foreman
- Genre : Horreur
- Pays :  Australie
- Langue : Anglais
- Durée : 80 minutes
- Dates de sorties : 
  - Australie : 2 mars 2000
  - France : 31 mai 2000
  - Belgique : 12 juillet 2000
- Interdit aux moins de 12 ans

## Distribution
- Jessica Napier (VF : Virginie Ledieu) : Raffy Carruthers
- Molly Ringwald : Vanessa Turnbill
- Sarah Kants (VF : Barbara Delsol) : Hester Ryan
- Kylie Minogue (VF : Marie-Laure Dougnac) : Hilary Jacobs
- Geoff Revell (VF : Michel Dodane) : Lossman
- Erika Walters (VF : Nathalie Karsenti) : Cassie Woolf
- Cathy Adamek (VF : Déborah Perret) : Julie Bardot
- Simon Bossell (VF : Stéphane Ronchewski) : Bobby Doog
- Matt Russell (VF : Didier Cherbuy) : Paulie Morrelli
- Stephen Curry : Rick Stephens
- Steve Greig : Jim Pilonski
- Sam Lewis : Damien Ogle
- Frank Roberts : Brad / Scarman